# Meripilaceae
Meripilaceae is een botanische naam, voor een familie van schimmels. 

## Geslachten
Volgens de Index Fungorum bevat de familie vier geslachten met in totaal 72 soorten:
- Crustodontia (1)
- Meripilus (6)
- Physisporinus (11)
- Rigidoporus (54)